# Спинальный шок
Спинальный шок — явление, вызванное травмой или разрывом спинного мозга.  

## Механизм
Спинальный шок выражается в резком падении возбудимости и угнетении деятельности всех рефлекторных центров спинного мозга, расположенных ниже места перерезки (травмы), с синдромом полного нарушения проводимости, проявляющимся вялым параличом мышц с утратой сухожильных рефлексов. Во время спинального шока раздражители, обычно вызывающие рефлексы, оказываются недействительными, в то же время деятельность центров, расположенных выше перерезки, сохраняется. Следствие спинального шока: снижение кровяного давления, отсутствие сосудистых рефлексов, акты дефекации и микции (мочеиспускания). Степень повреждения спинного мозга при его ушибе обычно выявляется лишь в более поздние сроки по мере стихания явлений спинального шока, после восстановления рефлекторного мочеиспускания, повышения тонуса мышц, сухожильных рефлексов. 

## Продолжительность
Продолжительность шока различна у животных:
- Лягушки 3 — 5 мин.
- Собаки  7 — 10 дней
- Обезьяны 1 месяц
- Люди около 2 мес.

## Восстановление
Шок у человека нередко наблюдается как следствие бытовых (падение с высоты, придавливание тяжестью, транспортные травмы) или военных травм. Если спинной мозг не поврежден и не присоединяются осложнения со стороны внутренних органов, то с течением времени рефлексы восстанавливаются.